# 카를라 시뇨리스
카를라 시뇨리스(Carla Signoris, 1958년 10월 10일 ~ )는 이탈리아의 코메디언, 배우이다. 2017 나스트로 디아르젠토 시상식에서 사브리나 페릴리와 함께 여우조연상을 공동수상했다.